# 66번가의 혈연
66번가의 혈연은 한국에서 제작된 고영남 감독의 1967년 영화이다. 박노식 등이 주연으로 출연하였고 신상옥 등이 제작에 참여하였다.

## 출연

### 주연
- 박노식
- 남궁원
- 허장강

## 제작진
- 조명: 고해진
- 미술: 노인택